# Karl-Axel Jansson
Karl-Axel "Kaj" Jansson, född 1941 i Åmål, död 3 februari 2011 i Sävedalen, var en svensk journalist. Under sin långa karriär arbetade han bl.a. på Handelstidningen, Göteborgs-Tidningen, Göteborgs-Posten och Sveriges Television. Jansson var ordförande för Föreningen Grävande Journalister.
Tjänstgjorde 1974/1975 vid Svenska FN-bataljon 56M i Mellersta Östern.